# Пітерсбург (Західна Вірджинія)
Пітерсбург (англ. Petersburg) — місто (англ. city) в США, в окрузі Грант штату Західна Вірджинія. Населення — 2284 особи (2020).

## Географія
Пітерсбург розташований за координатами 38°59′45″ пн. ш. 79°7′40″ зх. д. / 38.99583° пн. ш. 79.12778° зх. д. (38.995699, -79.127689).  За даними Бюро перепису населення США в 2010 році місто мало площу 4,19 км², уся площа — суходіл.

## Демографія
Згідно з переписом 2010 року, у місті мешкало 2467 осіб у 1113 домогосподарствах у складі 614 родин. Густота населення становила 589 осіб/км².  Було 1310 помешкань (313/км²).
Расовий склад населення:
| - 94,3 % — білих - 2,0 % — чорних або афроамериканців - 0,2 % — корінних американців - 0,2 % — азіатів - 2,0 % — осіб інших рас |

До двох чи більше рас належало 1,3 %. Частка іспаномовних становила 3,4 % від усіх жителів.
За віковим діапазоном населення розподілялося таким чином: 19,3 % — особи молодші 18 років, 55,3 % — особи у віці 18—64 років, 25,4 % — особи у віці 65 років та старші. Медіана віку мешканця становила 47,1 року. На 100 осіб жіночої статі у місті припадало 85,8 чоловіків;  на 100 жінок у віці від 18 років та старших — 78,0 чоловіків також старших 18 років.
Середній дохід на одне домашнє господарство  становив 40 558 доларів США (медіана — 31 792), а середній дохід на одну сім'ю — 52 148 доларів (медіана — 45 855). Медіана доходів становила 35 417 доларів для чоловіків та 28 036 доларів для жінок. За межею бідності перебувало 22,6 % осіб, у тому числі 31,0 % дітей у віці до 18 років та 14,2 % осіб у віці 65 років та старших.
Цивільне працевлаштоване населення становило 958 осіб. Основні галузі зайнятості: освіта, охорона здоров'я та соціальна допомога — 22,1 %, виробництво — 18,3 %, будівництво — 14,4 %, роздрібна торгівля — 13,5 %.